# HEW Cyclassics 1998
La 3e édition de la HEW Cyclassics a eu lieu le 16 août 1998 sur un parcours vallonné de 253,5 km. Il s'agit de la 7e épreuve de la Coupe du monde de cyclisme 1998. Le Néerlandais Léon van Bon (Rabobank) s'est imposé au sprint devant Michele Bartoli et Ludo Dierckxsens.

## Récit
Au km 130, Jens Voigt et Cyril Saugrain se détachent du peloton. Ils sont repris au km 152 par un groupe de 17 coureurs parmi lesquels se trouvent Ludo Dierckxsens et Christophe Mengin. Au km 175, Michele Bartoli, Paolo Bettini, Jan Ullrich, Henk Vogels, Léon van Bon et Andrea Peron rejoignent le groupe de tête où Jens Voigt a été décroché. Ils sont donc 24 en tête. Bien qu'il reste encore près de 80 km à parcourir, ce groupe ne sera plus rejoint.

Au km 190, Francesco Casagrande part en contre-attaque mais ne parvient pas, seul, à faire la jonction.

Au km 249, Jan Ullrich place un démarrage mais est rejoint peu après. Finalement, Léon van Bon s'impose au sprint devant Michele Bartoli qui consolide sa place de leader de la Coupe du Monde.

## Classement final
|    | Coureur            | Pays      | Équipe                   | Temps           |
| -- | ------------------ | --------- | ------------------------ | --------------- |
| 1  | Léon van Bon       | Pays-Bas  | Rabobank                 | 6 h 09 min 31 s |
| 2  | Michele Bartoli    | Italie    | Asics                    | m.t.            |
| 3  | Ludo Dierckxsens   | Belgique  | Lotto                    | m.t.            |
| 4  | Salvatore Commesso | Italie    | Saeco                    | m.t.            |
| 5  | Nico Mattan        | Belgique  | Mapei-Bricobi            | m.t.            |
| 6  | Christophe Mengin  | France    | La Française des jeux    | m.t.            |
| 7  | Michael Rich       | Allemagne | Saeco                    | m.t.            |
| 8  | Christian Wegmann  | Allemagne | Die Continentale-Olympia | m.t.            |
| 9  | Jan Ullrich        | Allemagne | Team Telekom             | m.t.            |
| 10 | Paul Van Hyfte     | Belgique  | Lotto                    | m.t.            |